# Road (Nick MacKenzie)
Road was een rockformatie uit Bergen op Zoom. De groep speelde van 1969 tot 1973 samen en wisselde in 1971 van bezetting.
Medio 1971 gaven ze hun eerste single uitgegeven, Never leave me lonely. Het was de enige hit van de band. Later dat jaar waren er twee wisselingen in de band. De leadzanger Nick van den Broeke ging twee jaar later solo verder en had met zijn artiestennaam Nick MacKenzie meerdere hits. Zijn producer werd Jack de Nijs, de schrijver van hun enige hit. Road werd later als begeleidingsgroep van Nick terug in het leven geroepen ditmaal met Belgische muzikanten uit Antwerpen. Zij kenden succes in Nederland, België en Duitsland.

## Bezetting
1969-1971
- Nick van den Broeke, leadzang en gitaar
- Loetje Leemans, sologitaar
- Kees den Hoed, basgitaar
- Roy Stubbs, drums

1971-1973
- Nick van den Broeke, leadzang en gitaar
- Eugène den Hoed, gitaar
- Kees den Hoed, basgitaar
- Dirk van de Beek, alias Bobo James, drums

1973-1975
- Nick van den Broeke, leadzang
- Romain Schoonis, leadgitaar en zang
- Géry Van Troyen, leadgitaar en zang
- Martin Mathieu, basgitaar
- Ronnie Schoonis, drums en zang

## Singles
| Jaar | single                | Nederlandse Top 40 | Nederlandse Top 40 | Daverende Dertig | Daverende Dertig | opmerking |
| Jaar | single                | piek               | weken              | piek             | weken            | opmerking |
| ---- | --------------------- | ------------------ | ------------------ | ---------------- | ---------------- | --------- |
| 1971 | Never leave me lonely | 15                 | 5                  | 14               | 3                |           |
| 1971 | Sweet little sixteen  | -                  | -                  | -                | -                |           |